# Hiten
A Hiten (eredeti nevén Muses-A) az első japán holdszonda. 1990. január 24-én állították Föld körüli parkolópályára. 1990. március 19-én először közelítette meg a Holdat, és ott pályára állította a 12 kg-os Hagoromo keringő egységet. Ezzel a szondával nem sokkal később megszakadt a kapcsolat. A Hiten a földi felsőlégkörben a levegőfékezést próbálta ki. Többször is megközelítette a Holdat és 1992. február 15-én pályára állt körülötte. 1993. április 10-én becsapódott a felszínbe.
A Hiten (ひてん) a buddhista vallás égben zenélő angyaláról (批点, hiten), a Hagoromo (はごろも) az angyal ruhájáról (羽衣, hagoromo) kapta a nevét.

## Külső hivatkozások
- Space Today: Japan Investigates the Moon
- Space Today: MUSES-A Hiten and Hagoromo at the Moon